# Néstor Giménez
Néstor Rafael Giménez Florentín (Itá, Central, Paraguay; 24 de julio de 1997) es un futbolista paraguayo. Juega de defensor y su equipo actual es Club Libertad de la Primera División de Paraguay.

## Trayectoria
Debutó el 30 de octubre de 2016, en el partido que su equipo Club Libertad le ganó 2 a 1 al Nacional por la decimosexta fecha del Torneo Clausura 2016, torneo en el que su equipo culminó en la tercera posición.

## Selección nacional
En 2024 participó en los juegos amistosos contra Panamá y Chile previo a su participación en la Copa América 2024.

### Participaciones en Copa América
| Copa              | Sede           | Resultado      | Partidos | Goles |
| ----------------- | -------------- | -------------- | -------- | ----- |
| Copa América 2024 | Estados Unidos | Fase de grupos | 1        | 0     |

## Estadísticas
Actualizado al último partido disputado el 6 de noviembre de 2022 (Solo Primera División).
| Club              | Div.          | Temporada     | Liga  | Liga  | Copas nacionales | Copas nacionales | Copas internacionales | Copas internacionales | Total | Total |
| Club              | Div.          | Temporada     | Part. | Goles | Part.            | Goles            | Part.                 | Goles                 | Part. | Goles |
| ----------------- | ------------- | ------------- | ----- | ----- | ---------------- | ---------------- | --------------------- | --------------------- | ----- | ----- |
| Libertad Paraguay | 1.ª           | 2016          | 6     | 0     | 0                | 0                | 0                     | 0                     | 6     | 0     |
| Libertad Paraguay | 1.ª           | 2017          | 12    | 0     | 0                | 0                | 4                     | 0                     | 16    | 0     |
| Libertad Paraguay | 1.ª           | 2018          | 12    | 0     | 0                | 0                | 0                     | 0                     | 12    | 0     |
| Libertad Paraguay | 1.ª           | 2019          | 0     | 0     | 0                | 0                | —                     | —                     | 0     | 0     |
| Libertad Paraguay | Total club    | Total club    | 30    | 0     | 0                | 0                | 4                     | 0                     | 34    | 0     |
| Nacional Paraguay | 1.ª           | 2019          | 9     | 0     | 0                | 0                | —                     | —                     | 9     | 0     |
| Nacional Paraguay | 1.ª           | 2020          | 3     | 0     | 0                | 0                | 0                     | 0                     | 3     | 0     |
| Nacional Paraguay | Total club    | Total club    | 12    | 0     | 0                | 0                | 0                     | 0                     | 12    | 0     |
| Tacuary Paraguay  | 1.ª           | 2022          | 38    | 2     | 0                | 0                | —                     | —                     | 38    | 2     |
| Tacuary Paraguay  | Total club    | Total club    | 38    | 2     | 0                | 0                | 0                     | 0                     | 38    | 2     |
| Total carrera     | Total carrera | Total carrera | 80    | 2     | 0                | 0                | 4                     | 0                     | 84    | 2     |